# مدار ۵۳ درجه شمالی
مدار ۵۳ درجه شمالی، دایره‌ای از عرض جغرافیایی است که در ۵۳ درجهٔ شمالی خط استوا  قرار دارد.

## گذر از مناطق
از نصف‌النهار مبدأ شروع می‌شود و به سمت مشرق ۵۳ درجه شمالی از موارد زیر گذر می‌کند:
| مختصات‌ها                                             | کشور، قلمرو یا دریا | توضیحات |
| ---------------------------------------------------- | ------------------- | --- |
| ۵۳°۰′ شمالی ۰°۰′ شرقی / ۵۳٫۰۰۰°شمالی ۰٫۰۰۰°شرقی      | بریتانیا            | انگلستان |
| ۵۳°۰′ شمالی ۰°۸′ شرقی / ۵۳٫۰۰۰°شمالی ۰٫۱۳۳°شرقی      | دریای شمال          | |
| ۵۳°۰′ شمالی ۴°۴۳′ شرقی / ۵۳٫۰۰۰°شمالی ۴٫۷۱۷°شرقی     | هلند                | Island of تسل (Province of هلند شمالی) |
| ۵۳°۰′ شمالی ۴°۴۷′ شرقی / ۵۳٫۰۰۰°شمالی ۴٫۷۸۳°شرقی     | دریای وادن          | |
| ۵۳°۰′ شمالی ۵°۲۴′ شرقی / ۵۳٫۰۰۰°شمالی ۵٫۴۰۰°شرقی     | هلند                | Provinces of فریسلاند, درنته and خرونینگن |
| ۵۳°۰′ شمالی ۷°۱۳′ شرقی / ۵۳٫۰۰۰°شمالی ۷٫۲۱۷°شرقی     | آلمان               | |
| ۵۳°۰′ شمالی ۱۴°۱۵′ شرقی / ۵۳٫۰۰۰°شمالی ۱۴٫۲۵۰°شرقی   | لهستان              | |
| ۵۳°۰′ شمالی ۲۳°۵۶′ شرقی / ۵۳٫۰۰۰°شمالی ۲۳٫۹۳۳°شرقی   | بلاروس              | |
| ۵۳°۰′ شمالی ۳۱°۱۹′ شرقی / ۵۳٫۰۰۰°شمالی ۳۱٫۳۱۷°شرقی   | روسیه               | |
| ۵۳°۰′ شمالی ۶۱°۹′ شرقی / ۵۳٫۰۰۰°شمالی ۶۱٫۱۵۰°شرقی    | قزاقستان            | For about 10 km |
| ۵۳°۰′ شمالی ۶۱°۱۸′ شرقی / ۵۳٫۰۰۰°شمالی ۶۱٫۳۰۰°شرقی   | روسیه               | For about 7 km |
| ۵۳°۰′ شمالی ۶۱°۲۴′ شرقی / ۵۳٫۰۰۰°شمالی ۶۱٫۴۰۰°شرقی   | قزاقستان            | For about 12 km |
| ۵۳°۰′ شمالی ۶۱°۳۵′ شرقی / ۵۳٫۰۰۰°شمالی ۶۱٫۵۸۳°شرقی   | روسیه               | For about 18 km |
| ۵۳°۰′ شمالی ۶۱°۵۱′ شرقی / ۵۳٫۰۰۰°شمالی ۶۱٫۸۵۰°شرقی   | قزاقستان            | For about 4 km |
| ۵۳°۰′ شمالی ۶۱°۵۴′ شرقی / ۵۳٫۰۰۰°شمالی ۶۱٫۹۰۰°شرقی   | روسیه               | For about 15 km |
| ۵۳°۰′ شمالی ۶۲°۷′ شرقی / ۵۳٫۰۰۰°شمالی ۶۲٫۱۱۷°شرقی    | قزاقستان            | |
| ۵۳°۰′ شمالی ۷۸°۱۲′ شرقی / ۵۳٫۰۰۰°شمالی ۷۸٫۲۰۰°شرقی   | روسیه               | Passing through دریاچه بایکال |
| ۵۳°۰′ شمالی ۱۲۰°۲۶′ شرقی / ۵۳٫۰۰۰°شمالی ۱۲۰٫۴۳۳°شرقی | چین                 | مغولستان داخلی هیلونگ‌جیانگ |
| ۵۳°۰′ شمالی ۱۲۵°۴۱′ شرقی / ۵۳٫۰۰۰°شمالی ۱۲۵٫۶۸۳°شرقی | روسیه               | |
| ۵۳°۰′ شمالی ۱۴۱°۱۱′ شرقی / ۵۳٫۰۰۰°شمالی ۱۴۱٫۱۸۳°شرقی | تنگه تاتار          | |
| ۵۳°۰′ شمالی ۱۴۱°۵۴′ شرقی / ۵۳٫۰۰۰°شمالی ۱۴۱٫۹۰۰°شرقی | روسیه               | Island of ساخالین |
| ۵۳°۰′ شمالی ۱۴۳°۱۷′ شرقی / ۵۳٫۰۰۰°شمالی ۱۴۳٫۲۸۳°شرقی | دریای اختسک         | |
| ۵۳°۰′ شمالی ۱۵۶°۷′ شرقی / ۵۳٫۰۰۰°شمالی ۱۵۶٫۱۱۷°شرقی  | روسیه               | شبه‌جزیره کامچاتکا |
| ۵۳°۰′ شمالی ۱۵۸°۵۳′ شرقی / ۵۳٫۰۰۰°شمالی ۱۵۸٫۸۸۳°شرقی | اقیانوس آرام        | |
| ۵۳°۰′ شمالی ۱۷۲°۴۵′ شرقی / ۵۳٫۰۰۰°شمالی ۱۷۲٫۷۵۰°شرقی | ایالات متحده آمریکا | آلاسکا - Attu Island |
| ۵۳°۰′ شمالی ۱۷۲°۴۸′ شرقی / ۵۳٫۰۰۰°شمالی ۱۷۲٫۸۰۰°شرقی | دریای برینگ         | |
| ۵۳°۰′ شمالی ۱۶۹°۴۵′ غربی / ۵۳٫۰۰۰°شمالی ۱۶۹٫۷۵۰°غربی | ایالات متحده آمریکا | آلاسکا - Kagamil Island |
| ۵۳°۰′ شمالی ۱۶۹°۴۰′ غربی / ۵۳٫۰۰۰°شمالی ۱۶۹٫۶۶۷°غربی | دریای برینگ         | |
| ۵۳°۰′ شمالی ۱۶۸°۵۵′ غربی / ۵۳٫۰۰۰°شمالی ۱۶۸٫۹۱۷°غربی | ایالات متحده آمریکا | آلاسکا - Umnak Island, آلاسکا |
| ۵۳°۰′ شمالی ۱۶۸°۳۷′ غربی / ۵۳٫۰۰۰°شمالی ۱۶۸٫۶۱۷°غربی | اقیانوس آرام        | خلیج آلاسکا |
| ۵۳°۰′ شمالی ۱۳۲°۲۳′ غربی / ۵۳٫۰۰۰°شمالی ۱۳۲٫۳۸۳°غربی | کانادا              | بریتیش کلمبیا - Hibben Island, Moresby Island and Louise Island |
| ۵۳°۰′ شمالی ۱۳۱°۴۱′ غربی / ۵۳٫۰۰۰°شمالی ۱۳۱٫۶۸۳°غربی | Hecate Strait       | |
| ۵۳°۰′ شمالی ۱۲۹°۴۱′ غربی / ۵۳٫۰۰۰°شمالی ۱۲۹٫۶۸۳°غربی | کانادا              | بریتیش کلمبیا - Estevan Group, Campania Island, Princess Royal Island and the mainland آلبرتا ساسکاچوان مانیتوبا - passing through دریاچه وینیپگ and دریاچه وینیپگ انتاریو نوناووت - Akimiski Island |
| ۵۳°۰′ شمالی ۸۰°۵۰′ غربی / ۵۳٫۰۰۰°شمالی ۸۰٫۸۳۳°غربی   | خلیج جیمز           | |
| ۵۳°۰′ شمالی ۷۸°۵۸′ غربی / ۵۳٫۰۰۰°شمالی ۷۸٫۹۶۷°غربی   | کانادا              | کبک نیوفاندلند و لابرادور کبک - for about 10 km نیوفاندلند و لابرادور |
| ۵۳°۰′ شمالی ۵۵°۴۶′ غربی / ۵۳٫۰۰۰°شمالی ۵۵٫۷۶۷°غربی   | اقیانوس اطلس        | |
| ۵۳°۰′ شمالی ۹°۲۵′ غربی / ۵۳٫۰۰۰°شمالی ۹٫۴۱۷°غربی     | جمهوری ایرلند       | |
| ۵۳°۰′ شمالی ۶°۳′ غربی / ۵۳٫۰۰۰°شمالی ۶٫۰۵۰°غربی      | دریای ایرلند        | |
| ۵۳°۰′ شمالی ۴°۲۶′ غربی / ۵۳٫۰۰۰°شمالی ۴٫۴۳۳°غربی     | بریتانیا            | ولز انگلستان |